# قطعنامه ۸۶ شورای امنیت
قطعنامه ۸۶ شورای امنیت سازمان ملل متحد که در تاریخ ۲۶ سپتامبر ۱۹۵۰ تصویب شد، سندی بین‌المللی دربارهٔ پذیرش اعضای جدید سازمان ملل متحد: اندونزی است. این قطعنامه طی نشست ۵۰۳ام با ۱۰ موافق، ۰ مخالف و ۱ ممتنع تصویب شد.